# Ján Kuchár
Ján Kuchár (* 12. dubna 1954 Helcmanovce) je bývalý slovenský fotbalista, obránce. Po skončení aktivní kariéry působí v MFK Košice jako masér.

## Fotbalová kariéra
V československé lize hrál za VSS/ZŤS Košice. Nastoupil v 96 ligových utkáních a dal 3 góly. Vítěz slovenského poháru a finalista československého poháru 1980.

## Ligová bilance
| Ročník                                      | Zápasy | Góly | Minuty | Klub       |
| ------------------------------------------- | ------ | ---- | ------ | ---------- |
| 1. československá fotbalová liga 1976/77    | 23     | 0    | -      | VSS Košice |
| 1. slovenská národní fotbalová liga 1977/78 | -      | -    | -      | VSS Košice |
| 1. československá fotbalová liga 1978/79    | 16     | 1    | 1314   | ZŤS Košice |
| 1. československá fotbalová liga 1979/80    | 29     | 0    | 2553   | ZŤS Košice |
| 1. československá fotbalová liga 1980/81    | 28     | 2    | 2520   | ZŤS Košice |
| 1. slovenská národní fotbalová liga 1981/82 | 20     | 1    | -      | ZŤS Košice |
| 1. slovenská národní fotbalová liga 1982/83 | 26     | 1    | -      | ZŤS Košice |
| 1. slovenská národní fotbalová liga 1983/84 | 28     | 0    | -      | ZŤS Košice |
| 1. slovenská národní fotbalová liga 1984/85 | 10     | 0    | -      | ZŤS Košice |
| 1. slovenská národní fotbalová liga 1985/86 | 19     | 1    | -      | ZŤS Košice |
| 1. slovenská národní fotbalová liga 1986/87 | 2      | 0    | -      | ZŤS Košice |
| 1. LIGA CELKEM                              | 96     | 3    | 6387   |            |